# USS Cabot (CVL-28)
La USS Cabot fu una portaerei leggera della classe Independence, in servizio con la United States Navy

## Storia

### USSCabot
Nata come incrociatore leggero, le era stato originariamente assegnato il nome USS Wilmington (CL-79), ma insieme alle altre portaerei della classe venne trasformata in portaerei leggera; come tale era in grado di operare a velocità di squadra (oltre 30 nodi) e di far operare un gruppo di volo di poco più di 30 velivoli, tra caccia, bombardieri e aerosiluranti. Assunto il nome di USS Cabot, questa nave partecipò alla seconda guerra mondiale nel teatro di guerra dell'Oceano Pacifico. In realtà il nome doveva essere assunto dalla portaerei della classe Essex contrassegnata dal pennant 16, ma nel 1942, alla notizia che la vecchia USS Lexington era stata affondata nella battaglia del Mar dei Coralli, allo scafo venne assegnato quel nome, e il 2 giugno 1942 il Wilmington venne appunto ribattezzato Cabot. Come parte della Task Force 38 partecipò a varie operazioni nel Pacifico, come l'incursione aerea su Formosa e la battaglia del Golfo di Leyte, e in questo teatro fu colpita da un kamikaze il 24 novembre 1944 e gravemente danneggiata. Rimessa in servizio, fu posta in riserva nel 1947 ma presto trasformata in nave per la lotta antisommergibile. Messa di nuovo in riserva nel 1955, fu riattivata nel 1965 per la sua messa a disposizione della Armada Española.

### Dédalo
Nel 1967 gli Stati Uniti d'America la prestarono per un periodo di cinque anni alla Spagna, e la nave raggiunse le acque spagnole il 20 dicembre dello stesso anno, venendo ribattezzata Dédalo, per poi venderla alla stessa nel 1972.

## Nave museo

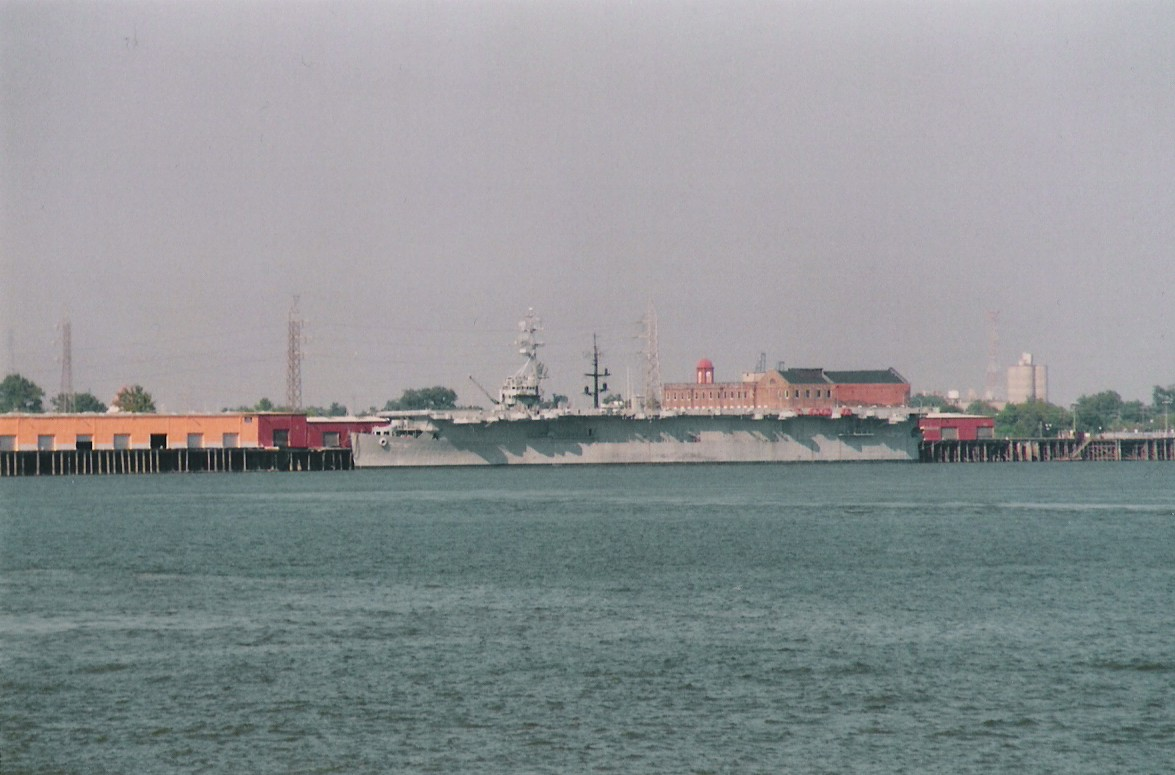
La Dédalo, restituita agli Stati Uniti e tornata ad essere la USS Cabot come nave museo a New Orleans nel 1996, prima della demolizione

Dopo la sua dismissione dal servizio, avvenuta nel 1988 con la concomitante entrata in servizio della nuova portaerei Principe de Asturias, la nave venne presa in consegna dalla associazione dei veterani della USS Cabot e trasformata in nave museo a New Orleans, ma a causa della perdita dei fondi, venne demolita e parte della sua isola e del ponte di volo sono esposti al National Naval Aviation Museum della Naval Air Station di Pensacola, Florida, Stati Uniti. La nave aveva conservato la configurazione originale di armamento con i cannoni Bofors fino alla fine della sua vita operativa. La vicenda ebbe un seguito legale a causa del comportamento dell'associazione dei veterani "interessato più alla demolizione della nave che alla sua conservazione", e sulla reale proprietà della nave stessa.